# Chea Sim

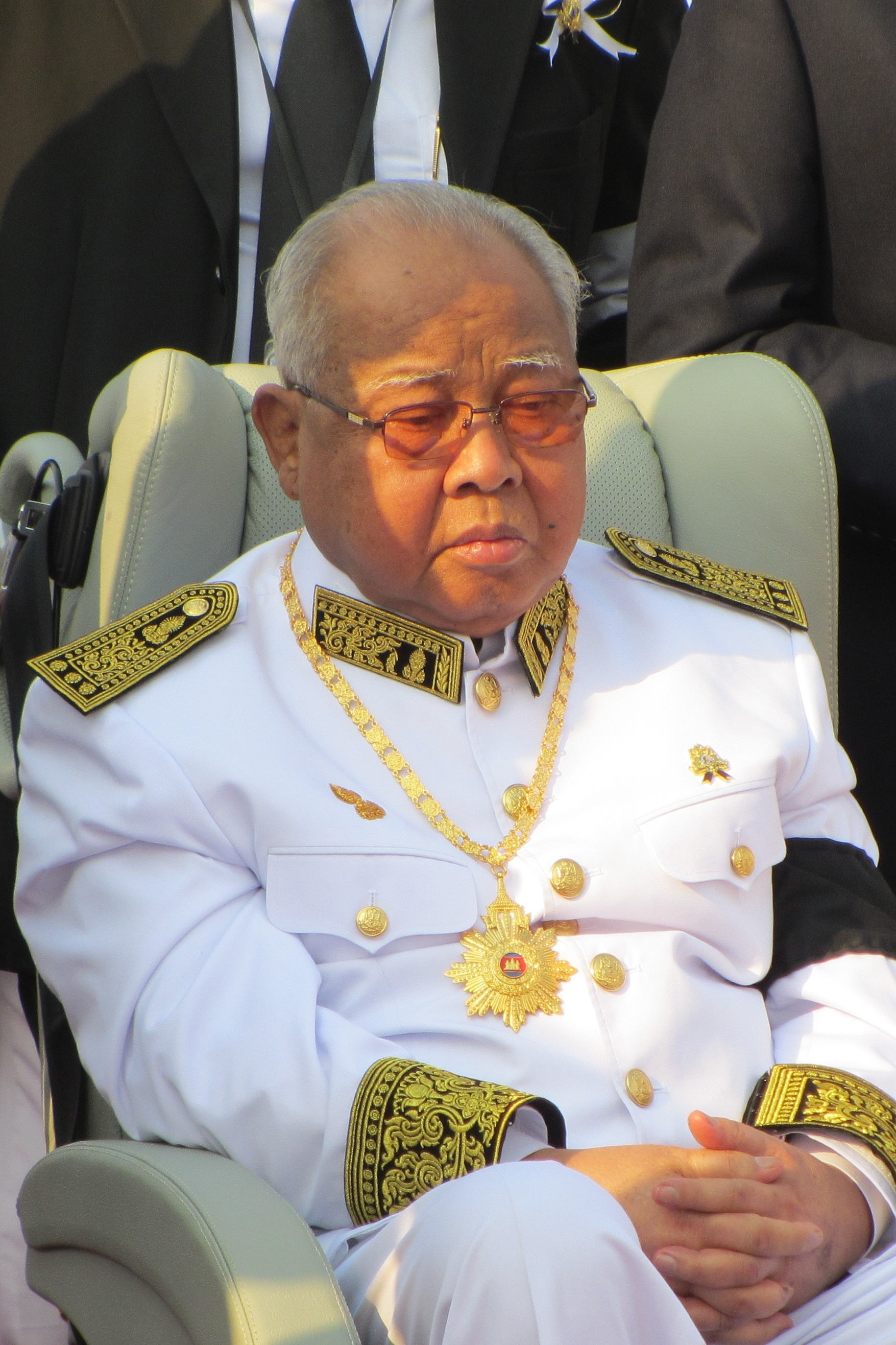
Chea Sim (2012)

Chea Sim (Khmer ជា ស៊ីម; * 15. November 1932 in der Provinz Svay Rieng; † 8. Juni 2015 in Phnom Penh) war ein kambodschanischer kommunistischer Politiker. Bis 1978 war er ein Funktionär der Roten Khmer, dann der pro-vietnamesischen Revolutionären Volkspartei Kampucheas und schließlich der Kambodschanischen Volkspartei (CPP). Er war von 1979 bis 1981 Innenminister der Volksrepublik Kampuchea, anschließend bis 1998 Präsident der Nationalversammlung, von 1992 bis 1993 zusätzlich Staatsratsvorsitzender des Staates Kambodscha. Ab 1991 war er Parteivorsitzender der CPP und ab 1999 Präsident des Senats, jeweils bis zu seinem Tod.

## Leben
Chea Sim entstammte der chinesischen Volksgruppe und wuchs in einer Bauernfamilie im Südosten Kambodschas auf. In seiner Jugend wurde er zum buddhistischen Mönch ausgebildet. Er schloss sich 1951 der Bewegung Khmer Issarak an, die gegen die französische Kolonialherrschaft kämpfte, und wurde wenig später Mitglied der Revolutionären Volkspartei der Khmer, aus der später die Kommunistische Partei Kampucheas hervorging. Als Buddhist und Kommunist warb er in der Mönchsgemeinde für die Revolution.
Während des Kambodschanischen Bürgerkriegs von 1970 bis 1975 war er Regimentskommandeur in der Guerillaarmee der Roten Khmer. Nach deren Machtübernahme 1975 war er Parteisekretär des Bezirks Ponhea Kraek und Politkommissar in der Ostregion. Nach dem Scheitern einer Rebellion von Kommandeuren der östlichen Zone um So Phim gegen die zentrale Angka von Pol Pot im Mai 1978, floh er gemeinsamen mit Heng Samrin und Hun Sen nach Vietnam. 
Er wurde Vizepräsident der pro-vietnamesischen Nationalen Einheitsfront für die Rettung Kampucheas und nach dem Einmarsch vietnamesischer Truppen in Kambodscha Anfang 1979 Innenminister im Volksrevolutionsrat der Volksrepublik Kampuchea. Nach dem Erlass einer neuen Verfassung 1981 wurde er Präsident der Nationalversammlung des Ein-Parteien-Staats. Nach Heng Samrin war er zudem die „Nummer 2“ im Politbüro der herrschenden Revolutionären Volkspartei Kampucheas (PRPK). Im Vergleich zum jüngeren, moderateren und pragmatischen Regierungschef Hun Sen galt Chea Sim als Hardliner und waschechter Kommunist. Zudem unterschied er sich von Hun Sen und anderen Regierungsmitgliedern, die zunehmend dem Luxus zugetan waren, durch seine sparsame Lebensweise.
Nach dem Abzug der vietnamesischen Truppen und kurz vor Unterzeichnung der Pariser Friedensabkommen benannte sich die PRPK 1991 in Kambodschanische Volkspartei (CPP) um und Chea Sim übernahm den Vorsitz. Während des unter UN-Aufsicht vollzogenen staatlichen Wandels zum Mehrparteiensystem war Chea Sim von April 1992 bis Juni 1993 Vorsitzender des Staatsrates und somit Staatsoberhaupt Kambodschas. Im Mai 1993 wurde er in die Verfassunggebende Versammlung gewählt, die eine Rückkehr zur Monarchie beschloss. Sein Nachfolger als Staatsoberhaupt war somit der zurückgekehrte König Norodom Sihanouk. Im Oktober 1993 wurde Chea Sim erneut zum Präsidenten der Nationalversammlung gewählt. Dies blieb er bis November 1998, als er zum Präsidenten des wiedererrichteten Senats ernannt wurde. In dieser Position war er zugleich stellvertretendes Staatsoberhaupt, wenn der König außer Landes reiste.
Chea Sim war bis zu seinem Tod Vorsitzender der in Kambodscha regierenden CPP. Sein politischer Einfluss stützte sich auf ein Netzwerk loyaler Anhänger, vor allem im Innenministerium, in der Ostregion und in der CPP. Den zwanzig Jahre jüngere Ministerpräsident Hun Sen hatte Chea Sim zunächst protegiert, später galten sie aber als potenzielle Rivalen. Obwohl Hun Sen zu Sims Lebzeiten ihm nie den Parteivorsitz streitig machte, übernahm jener die faktische Kontrolle. Dies äußerte sich insbesondere in einem offenen Streit im Jahr 2004: Als amtierendes Staatsoberhaupt lehnte Chea Sim eine Verfassungsänderung ab, die nach einer Absprache zwischen Hun Sen und Prinz Norodom Ranariddh eine Koalitionsregierung der CPP mit der royalistischen FUNCINPEC ermöglichen sollte. Hun Sen setzte diese schließlich durch und drängte Sim vorübergehend außer Landes. Anschließend ersetzte Hun Sen Anhänger Sims durch seine eigenen Getreuen.